# 후쿠미쓰정
후쿠미쓰정(福光町)은 도야마현 니시토나미군에 설치되었던 정이다. 2004년 11월 1일에 후쿠미쓰 정을 포함한 7개 자치체가 합병해 난토시가 성립해 후쿠미쓰 정은 폐지되었다. 폐지 시점의 인구는 약 2만명이었다.

## 지리
도야마 현의 남서부에 위치하고 남북으로 오야베 강이 흐르고 있었다.

## 지명의 유래
이 땅에 맑은 물이 분출하고 있어 ' 뿜어져 넘치다'라는 뜻에서 후쿠미쓰가 되었다고 한다.

## 역사
- 1889년 4월 1일 - 정촌제 시행과 함께 도나미군 후쿠미쓰정이 설치되었다.
- 1896년 3월 - 도나미군이 니시토나미군과 히가시토나미군에 분할해 후쿠미쓰정은 니시토나미군에 이관되었다.
- 1952년 5월 1일 - 니시토나미군 후쿠미쓰정 , 이시구로촌, 니시후토미촌, 히가시후토미촌, 히로세촌, 히로세타치촌, 후토미야마촌, 요시에촌, 기타야마다촌, 야마다촌과 신설 합병해 후쿠미쓰정이 되었다.
- 1979년 4월 11일 - 후쿠미츠 대화.14,214평방미터가 불에 탔고 57채 116동, 242명이 피해를 입었으며 41명이 부상을 입었다.
- 2004년 11월 1일 - 히가시토나미군 후쿠노정, 조하나정, 다이라촌, 가미타이라촌, 도가촌, 이나미정, 이노쿠치촌과 합병해 난토시가 되어싿.

## 행정
- 폐지 시의 촌장 : 모모노 타다요시(1990년) 11월 4일-2004년(헤이세이 16년) 10월 31일)

## 자매국가・자매도시
- 사오성시（중화인민공화국 저장성）
  - 1983년3월 21일우호도시 제휴
- 1991년9월 8일에 스위스아로사 마을의 아로사 스키장과이옥스 아로사가 좋은 협정을 맺고 있다。

## 교육

### 초등학교
- 후쿠미쓰 정립 후쿠미쓰 중부 초등학교(현재의 미나미도 시립 후쿠미쓰 중부 초등학교)
- 후쿠미쓰 정립 후쿠미쓰 서부 초등학교(현재는 후쿠미쓰 중부 초등학교로 통합)
- 후쿠미쓰 정립 후쿠미쓰 동부 초등학교(현재의 미나미도 시립 후쿠미쓰 동부 초등학교)
- 후쿠미쓰 정립 후쿠미쓰 난부 초등학교(현재의 난도 시립 후쿠미쓰 난부 초등학교)

### 중학교
- 후쿠미쓰 정립 후쿠미쓰 중학교(현재의 미나미도 시립 후쿠미쓰 중학교)
- 후쿠미쓰 정립 요시에 중학교(현재의 미나미도 시립 요시에 중학교)

### 고등학교
- 도야마 현립 후쿠코 고등학교 (현재의 도야마 현립 미나미도 후쿠코 고등학교)

## 교통

### 철도
- 서일본 여객철도 조하나 선

### 도로
- 도카이호쿠리쿠 자동차도
- 국도 304호선

### 일반도로
- 도야마 현도 274호 스나고다니하뉴선
- 도야마 현도 277호 후쿠노조하나선
- 도야마 현도 285호 니시쇼테라후쿠선
- 도야마 현도 289호 우스나카후쿠코선
- 도야마 현도 290호 후쿠미쓰테이샤선
- 도야마 현도 291호 사이카와시치조선
- 도야마 현도 292호 조하타요메가네선
- 도야마 현도 293호 조라쿠지후쿠미쓰선
- 도야마 현도 355호 사이카와시치호린지선